# Catriona Smith
Pour les articles homonymes, voir Smith.
Catriona Smith est une soprano écossaise.
Elle termine ses études en 1986 à la Royal Scottish Academy, avant de passer un an à l'Université de Toronto.
En 2003, elle est nommée  Kammersängerin au Staatsoper Stuttgart dont elle est membre depuis 1991.